# Vincetoxicum officinale
Vincetoxicum hirundinaria là một loài thực vật có hoa trong họ La bố ma. Loài này được Moench miêu tả khoa học đầu tiên năm 1794.

## Hình ảnh

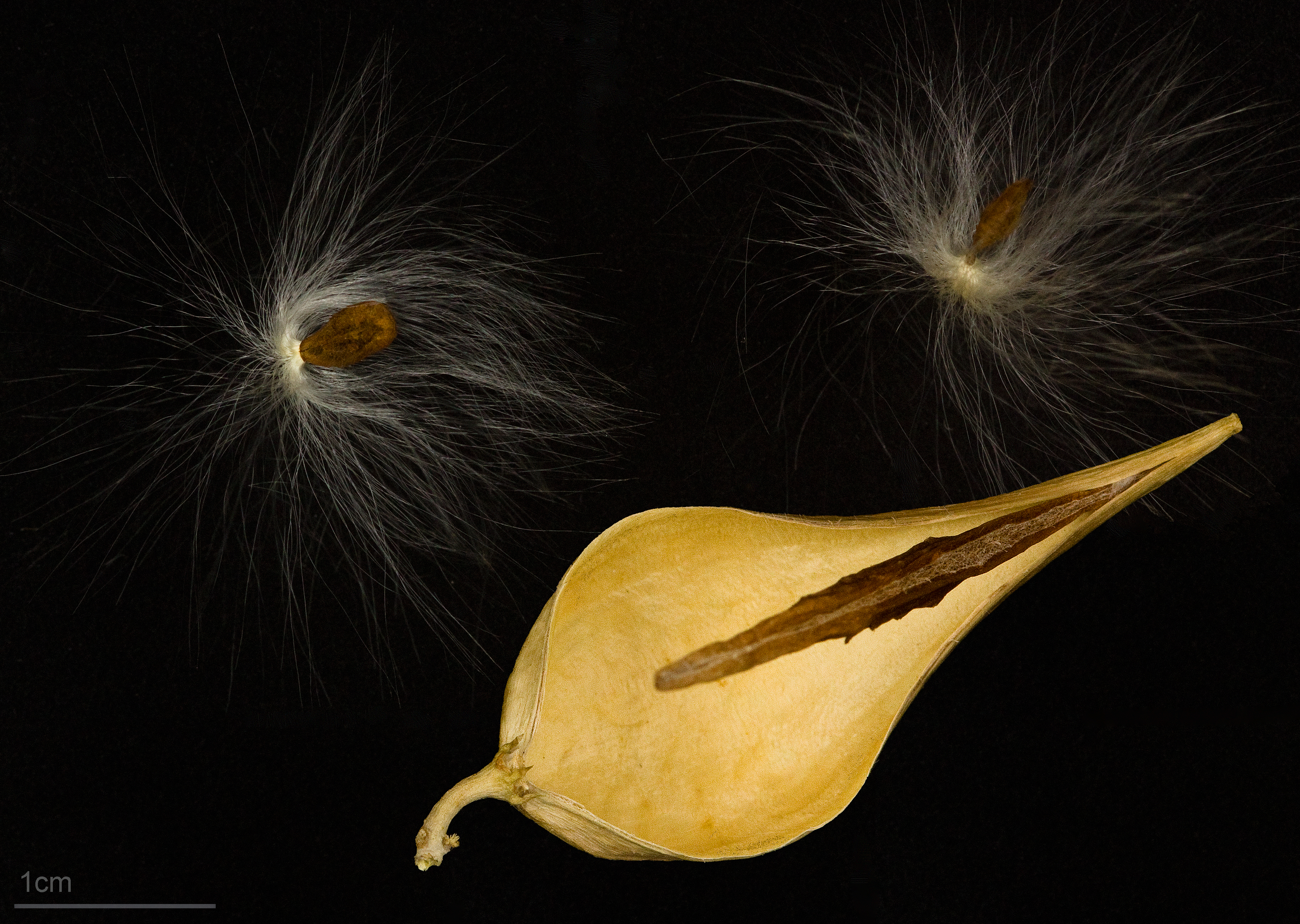
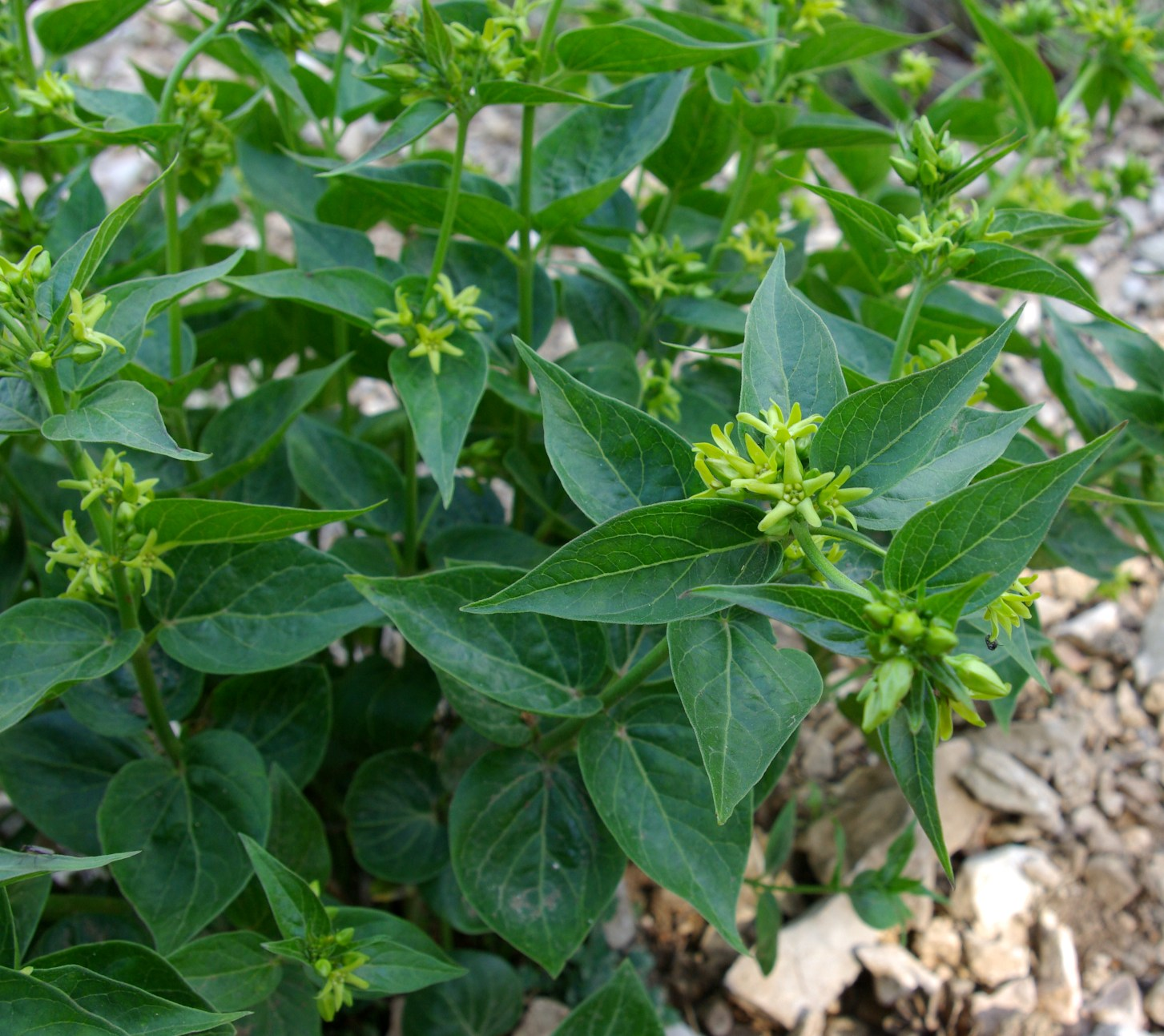
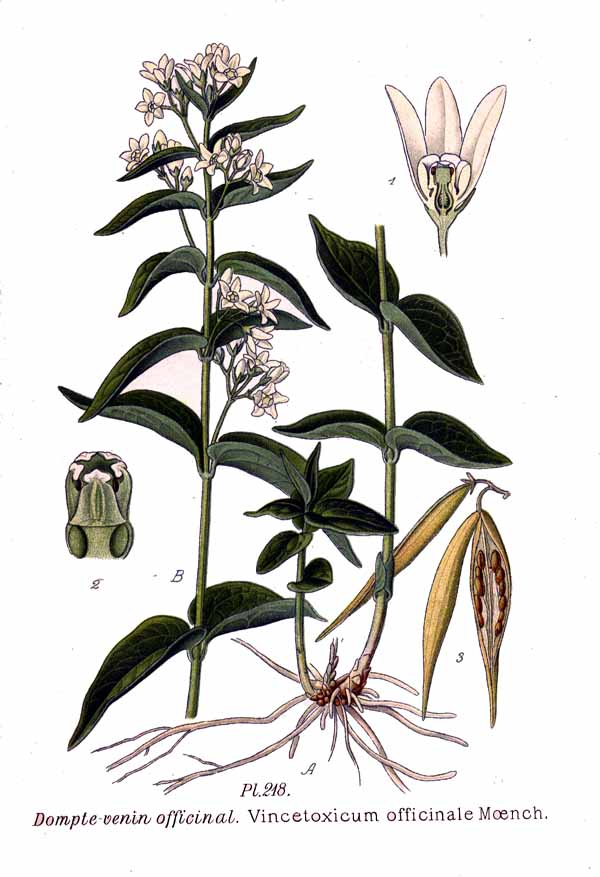
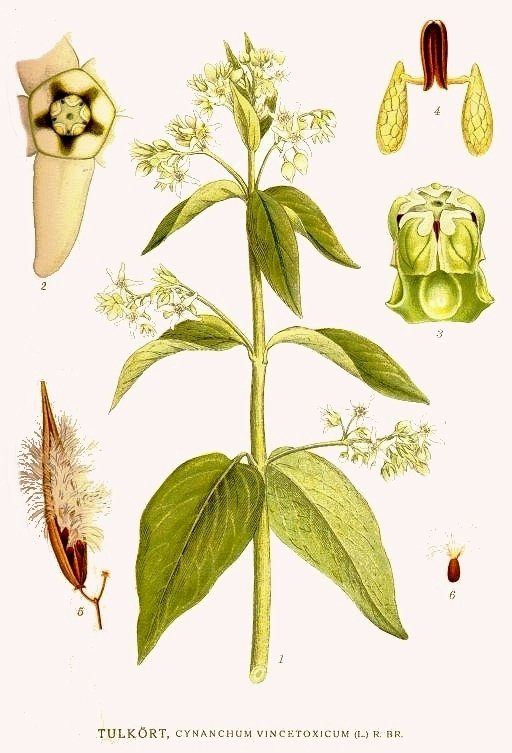